# Cynema
Cynema es un género de hongos de la familia Tricholomataceae. Es un género monotípico, su única especie, Cynema alutacea, se encuentra en Papúa Nueva Guinea.